# Paris-Nice 1992
Paris-Nice 1992 est la 50e édition de Paris-Nice. La course cycliste s’est déroulée du 8 au 15 mars 1992. La course est gagnée par le Français Jean-François Bernard de l'équipe Banesto devant Tony Rominger (CLAS-Cajastur) et Miguel Indurain (Banesto).

## Participants
Sur cette édition de Paris-Nice 136 coureurs participent divisés en 17 équipes : Ariostea, Banesto, R.M.O., Castorama, Z, Amaya Seguros, Motorola, CLAS-Cajastur, Seur, Lotto, TVM-Sanyo, GB-MG Maglificio, Gatorade-Chateau d'Ax, Buckler, Tulip Computers et Chazal-Vanille et Mûre. L’épreuve est terminée par 106 coureurs.

## Étapes
| Étapes                | Date    | Villes étapes                          | km      | Vainqueur d'étape     | Leader du classement général |
| --------------------- | ------- | -------------------------------------- | ------- | --------------------- | ---------------------------- |
| Prologue              | 8 mars  | Fontenay-sous-Bois (clm)               | 5,7 km  | Tony Rominger         | Tony Rominger                |
| 1re étape             | 9 mars  | Gien - Nevers                          | 180 km  | Mario Cipollini       | Tony Rominger                |
| 2e étape              | 10 mars | Nevers - Roanne                        | 176 km  | Mario Cipollini       | Tony Rominger                |
| 3e étape              | 11 mars | Saint-Étienne - Saint-Étienne (clm/éq) | 26,5 km | Ariostea              | Miguel Indurain              |
| 4e étape              | 12 mars | Miramas - Marseille                    | 176 km  | Mario Cipollini       | Miguel Indurain              |
| 5e étape              | 13 mars | Marseille - Mont Faron                 | 187 km  | Tony Rominger         | Jean-François Bernard        |
| 6e étape              | 14 mars | Toulon - Mandelieu-la-Napoule          | 180 km  | Stéphane Heulot       | Jean-François Bernard        |
| 7e étape, 1er secteur | 15 mars | Mandelieu-la-Napoule - Nice            | 105 km  | Adriano Baffi         | Jean-François Bernard        |
| 7e étape, 2e secteur  | 15 mars | Nice - Col d'Èze (clm)                 | 12 km   | Jean-François Bernard | Jean-François Bernard        |

### Prologue
8-03-1992. Fontenay-sous-Bois, 5,7 km (clm).
|   | Cycliste        | Équipe        | Temps      |
| - | --------------- | ------------- | ---------- |
| 1 | Tony Rominger   | CLAS-Cajastur | 6 min 45 s |
| 2 | Miguel Indurain | Banesto       | + 6 s      |
| 3 | Jesús Montoya   | Amaya Seguros | m.t.       |

### 1reétape
9-03-1992. Gien-Nevers, 180 km.
|   | Cycliste           | Équipe           | Temps           |
| - | ------------------ | ---------------- | --------------- |
| 1 | Mario Cipollini    | GB-MG Maglificio | 4 h 06 min 20 s |
| 2 | Wiebren Veenstra   | Buckler          | m.t.            |
| 3 | Frédéric Moncassin | Castorama        | m.t.            |

### 2eétape
10-03-1992. Nevers-Roanne 176 km.
|   | Cycliste        | Équipe           | Temps           |
| - | --------------- | ---------------- | --------------- |
| 1 | Mario Cipollini | GB-MG Maglificio | 4 h 30 min 02 s |
| 2 | Johan Capiot    | TVM-Sanyo        | m.t.            |
| 3 | Michel Zanoli   | Motorola         | m.t.            |

### 3eétape
11-03-1992. Saint-Étienne-Saint-Étienne 26,5 km (clm/éq)
|   | Équipe   | Temps       |
| - | -------- | ----------- |
| 1 | Ariostea | 32 min 39 s |
| 2 | Banesto  | + 4 s       |
| 3 | R.M.O.   | + 9 s       |

### 4eétape
12-03-1992. Miramas-Marseille, 223 km.
|   | Cycliste         | Équipe           | Temps           |
| - | ---------------- | ---------------- | --------------- |
| 1 | Mario Cipollini  | GB-MG Maglificio | 4 h 06 min 20 s |
| 2 | Wiebren Veenstra | Buckler          | m.t.            |
| 3 | Johan Museeuw    | Lotto            | m.t.            |

### 5eétape
13-03-1992. Marseille-Mont Faron, 187 km.
|   | Cycliste              | Équipe        | Temps           |
| - | --------------------- | ------------- | --------------- |
| 1 | Tony Rominger         | CLAS-Cajastur | 4 h 43 min 06 s |
| 2 | Jean-François Bernard | Banesto       | + 14 s          |
| 3 | Jesús Montoya         | Amaya Seguros | + 17 s          |

### 6eétape
14-03-1992. Toulon-Mandelieu-la-Napoule, 180 km.
|   | Cycliste        | Équipe        | Temps           |
| - | --------------- | ------------- | --------------- |
| 1 | Stéphane Heulot | R.M.O.        | 4 h 39 min 38 s |
| 2 | Eddy Schurer    | TVM-Sanyo     | + 27 s          |
| 3 | Jesús Montoya   | Amaya Seguros | + 48 s          |

### 7eétape,1ersecteur
15-03-1992. Mandelieu-la-Napoule-Nice, 108 km.
|   | Cycliste            | Équipe   | Temps           |
| - | ------------------- | -------- | --------------- |
| 1 | Adriano Baffi       | Ariostea | 2 h 24 min 21 s |
| 2 | Jean-Claude Colotti | Z        | m.t.            |
| 3 | Phil Anderson       | Motorola | m.t.            |

### 7eétape,2esecteur
15-03-1992. Nice-Col d'Èze, 12 km (clm).
|   | Cycliste              | Équipe        | Temps       |
| - | --------------------- | ------------- | ----------- |
| 1 | Jean-François Bernard | Banesto       | 22 min 15 s |
| 2 | Tony Rominger         | CLAS-Cajastur | + 23 s      |
| 3 | Christophe Manin      | R.M.O.        | + 57 s      |

## Classements finals

### Classement général
|    | Cycliste              | Équipe        | Temps            |
| -- | --------------------- | ------------- | ---------------- |
| 1  | Jean-François Bernard | Banesto       | 25 h 27 min 57 s |
| 2  | Tony Rominger         | CLAS-Cajastur | + 34 s           |
| 3  | Miguel Indurain       | Banesto       | + 1 min 17 s     |
| 4  | Jesús Montoya         | Amaya Seguros | + 1 min 46 s     |
| 5  | Christophe Manin      | R.M.O.        | + 2 min 14 s     |
| 6  | Rolf Gölz             | Ariostea      | + 2 min 38 s     |
| 7  | Jérôme Simon          | Z             | + 3 min 14 s     |
| 8  | Julián Gorospe        | Banesto       | + 3 min 17 s     |
| 9  | Óscar Vargas          | Amaya Seguros | + 3 min 24 s     |
| 10 | Charly Mottet         | R.M.O.        | + 3 min 29 s     |